# 洋墓亭

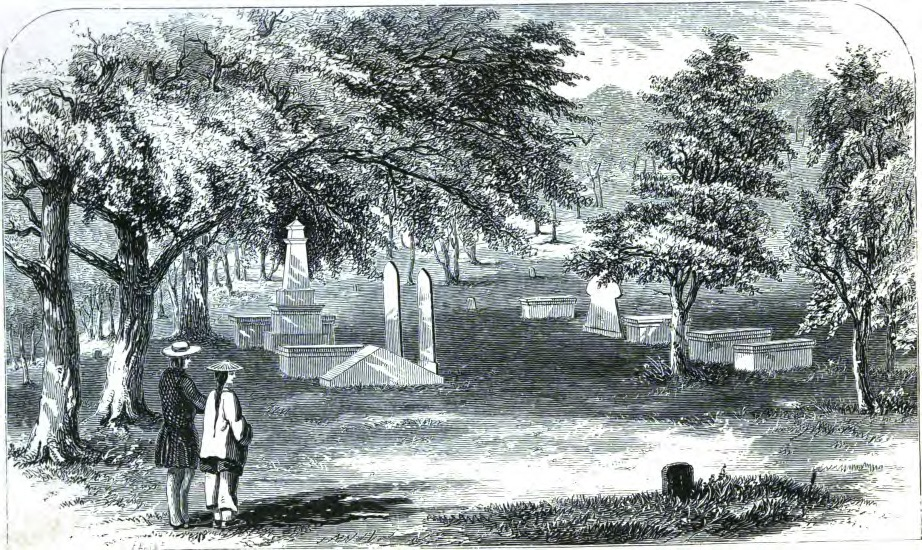
洋墓亭素描，万为牧师绘于1858年左右

洋墓亭是中國福建省福州市的一个已经不存在的教会公墓，它始建于1848年，在“大炼钢”及“文化大革命”中被毀，其地点位于仓山区仓前山麦园路西端山头的南北两侧。

## 历史
福州开埠后，美部会和美以美会于1847年分别在福州建立了教会。1848年5月25日，美以美会怀德牧师之妻简·伊莎贝拉·怀德夫人（Jane Isabel White）病逝（她是第一位逝于福州的基督教新教传教士），清政府允许美以美会在仓前山租地以用作怀德夫人的坟墓。美以美会便在今天福州仓山区麦园路西端的宁静的小山谷上租下了一块遮蔽在橄榄树和番石榴树树荫下的青草丛生的地界。当时，该地的周围也是一大片遍植松树与冷杉的福州本地人的坟场。在墓地建立之初，傳教士的墓被周圍數千座福州人的墳墓所包圍，占地不過數百平方英尺，僅由一些灌木叢與周圍福州人的墓地分隔開來，传教士简约的花岗岩墓石和當地福州人的各式各样的墓石形成了鲜明的对比。其後數十年，該墓地的範圍才逐漸擴大。
1956年，部分学生为抗议英国、法国、以色列入侵埃及，打砸了洋墓亭。大炼钢时期，墓地大部分被平毁为炼钢场所，建起高炉。文革期间，洋墓亭被破四旧的红卫兵砸毁夷平，1970年代该地又被改建为福州橡胶厂。现今橡胶厂已拆除，原先洋墓亭的地界一部分位于今天福建师范大学附属中学校内东侧，已被新建的教学楼覆盖，另一部分已被房地产购置开发楼盘。今洋墓亭仅剩余两根石柱，分别镶嵌在附近进步路和程埔路的墙上。另有三块墓碑，收藏于仓山区博物馆。

## 墓地规模
该墓地占地约2平方公里，曾埋葬着自1840年代基督教扎根福州至1950年代中共占领福州这一个多世纪来逝世于福州的西方传教士、医生、领事、商人等。到1949年，公墓共葬有400余具尸骸；所有墓穴整齐排列，都是2米长1米宽，彼此间隔0.5米。

## 埋葬的著名人物
许多著名的来华传教士都曾安葬于此，如：
- 法士牧师（Carl Joseph Fast，1822—1850），瑞典隆德布道会（信义宗，隆德为瑞典南部城市），第一位在福州殉道的新教传教士，在闽江五虎门外被海盜襲擊身亡後葬於洋墓亭。
- 柯为梁牧师（Dauphin William Osgood，1845—1880），美部会，行医人员，曾将《全体阐微》、《医馆略述》等多部医学作品翻译成中文。
- 怀礼牧师（Isaac William Wiley，1825—1884），美以美会主教。
- 薛承恩牧师（Nathan Sites，1830—1895），美以美会。其墓碑为现存的三块墓碑之一。
- 史荦伯牧师（Robert Warren Stewart，1850—1895），英国圣公会差会，殁于古田教案，与其遇难家人一起葬于洋墓亭。
- 夏察理牧师（Charles Hartwell，1825—1905），福州美部会会督，也是个语言学家、福州语书籍的翻译者和写作者。
- 程吕底亚牧师（Lydia Trimble，1863—1941），美以美会女传教士，华南女子文理学院的创始人。

## 周邊環境
福州洋墓亭所在的福州南臺島倉前山地區是清末和民國前期福州對外機構、外國領事館、外僑居住區的所在地，靠近閩江的碼頭，周邊的商業也很繁榮，1930年代時福州沈紹安的脫胎漆器店就在洋墓亭一帶設有分店，1938年廈門被日本軍隊占領后，廈門僑務局也一度遷至洋墓亭辦公。因其地環境優雅，1936年中國影星胡蝶來福州時也居住在洋墓亭的槐荫路。

## 照片廊

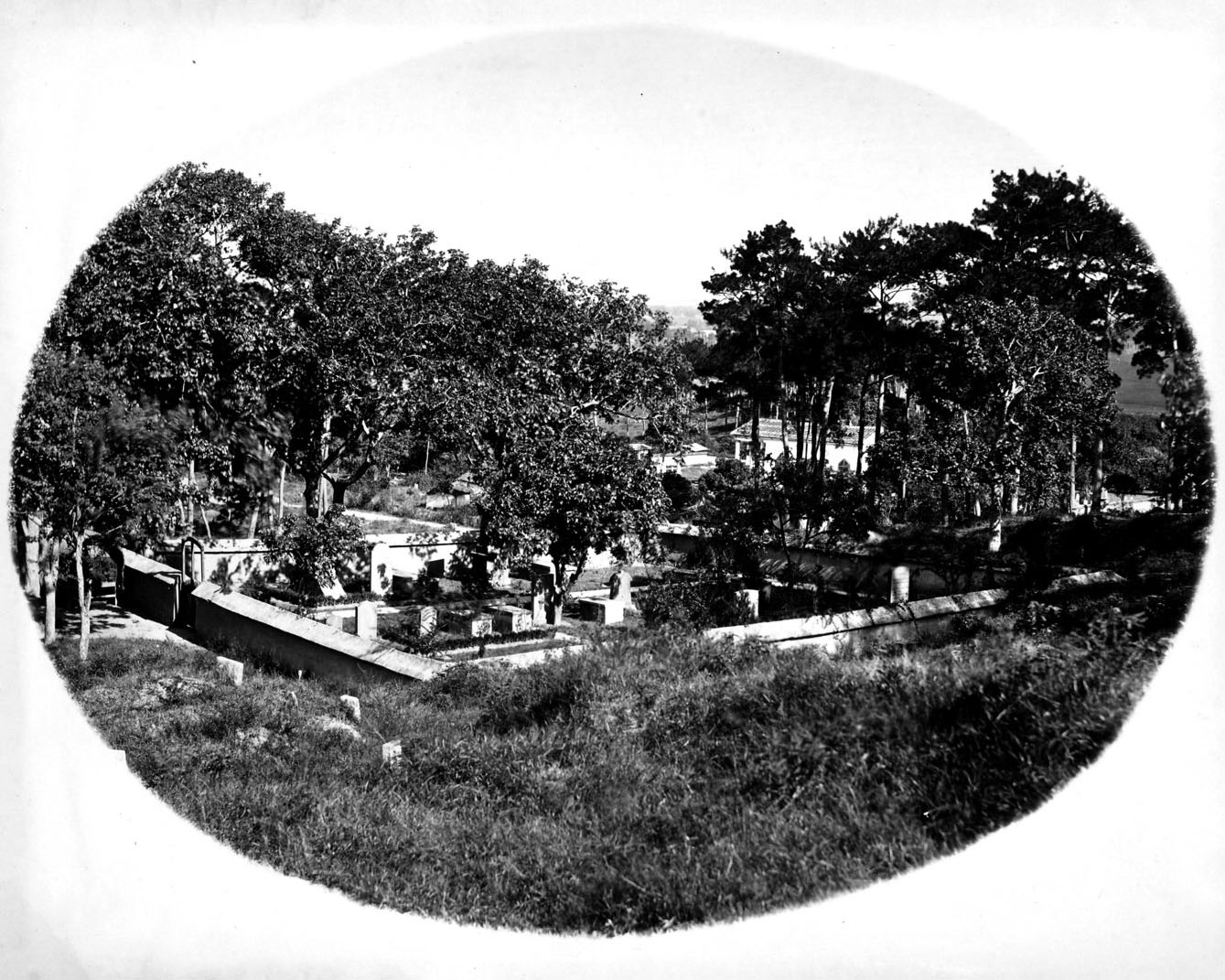
莫理循拍摄的洋墓亭
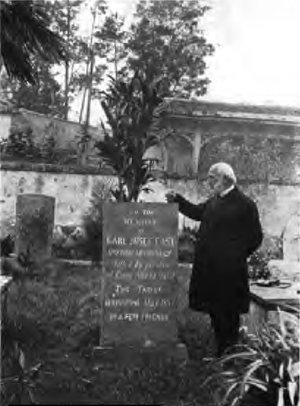
法士牧师的墓碑，碑旁站立者为武林吉牧师
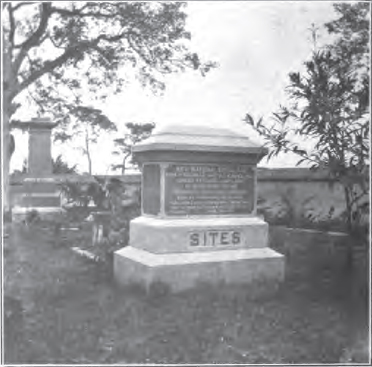
薛承恩牧师的墓碑
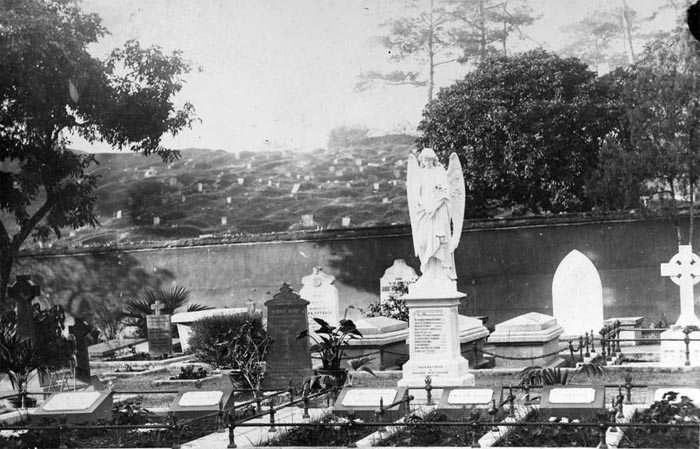
史荦伯牧师的墓碑
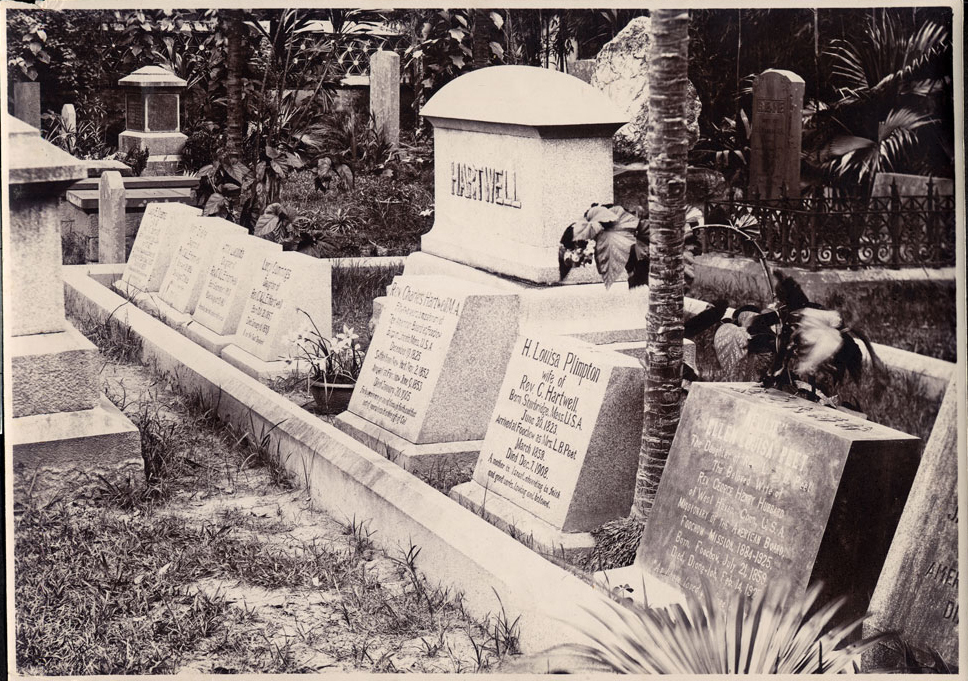
夏察理牧师的墓碑
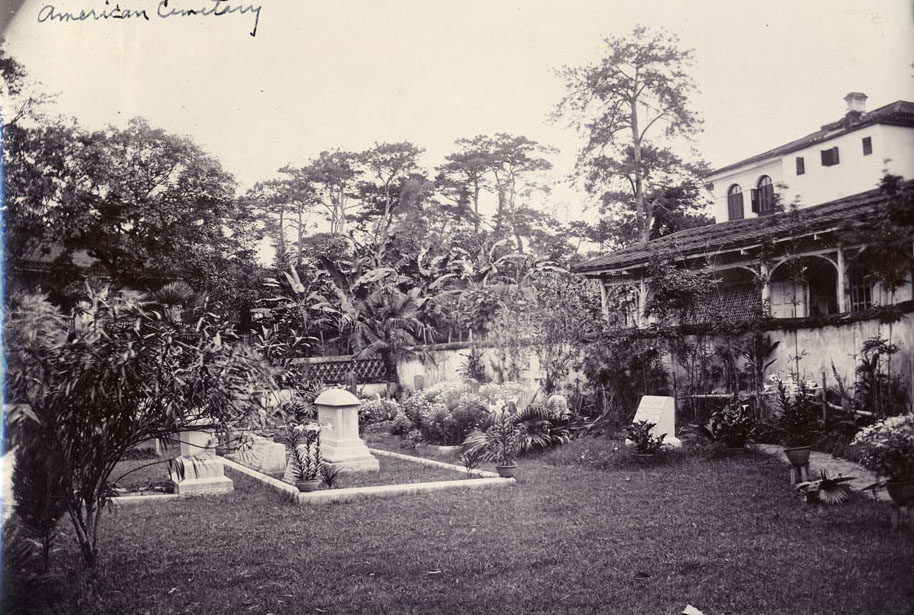
洋墓亭美国墓区一角
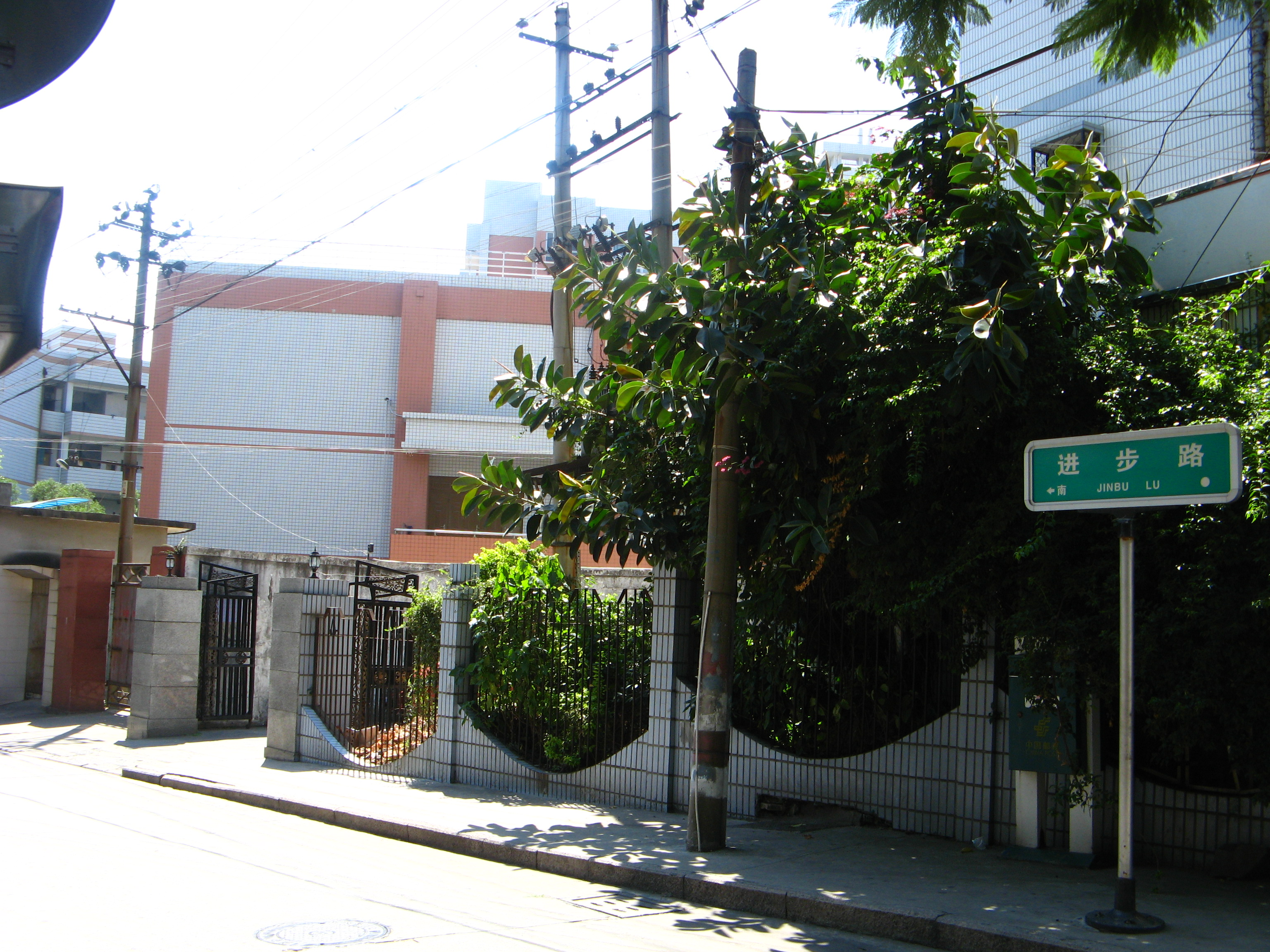
今日的洋墓亭旧址
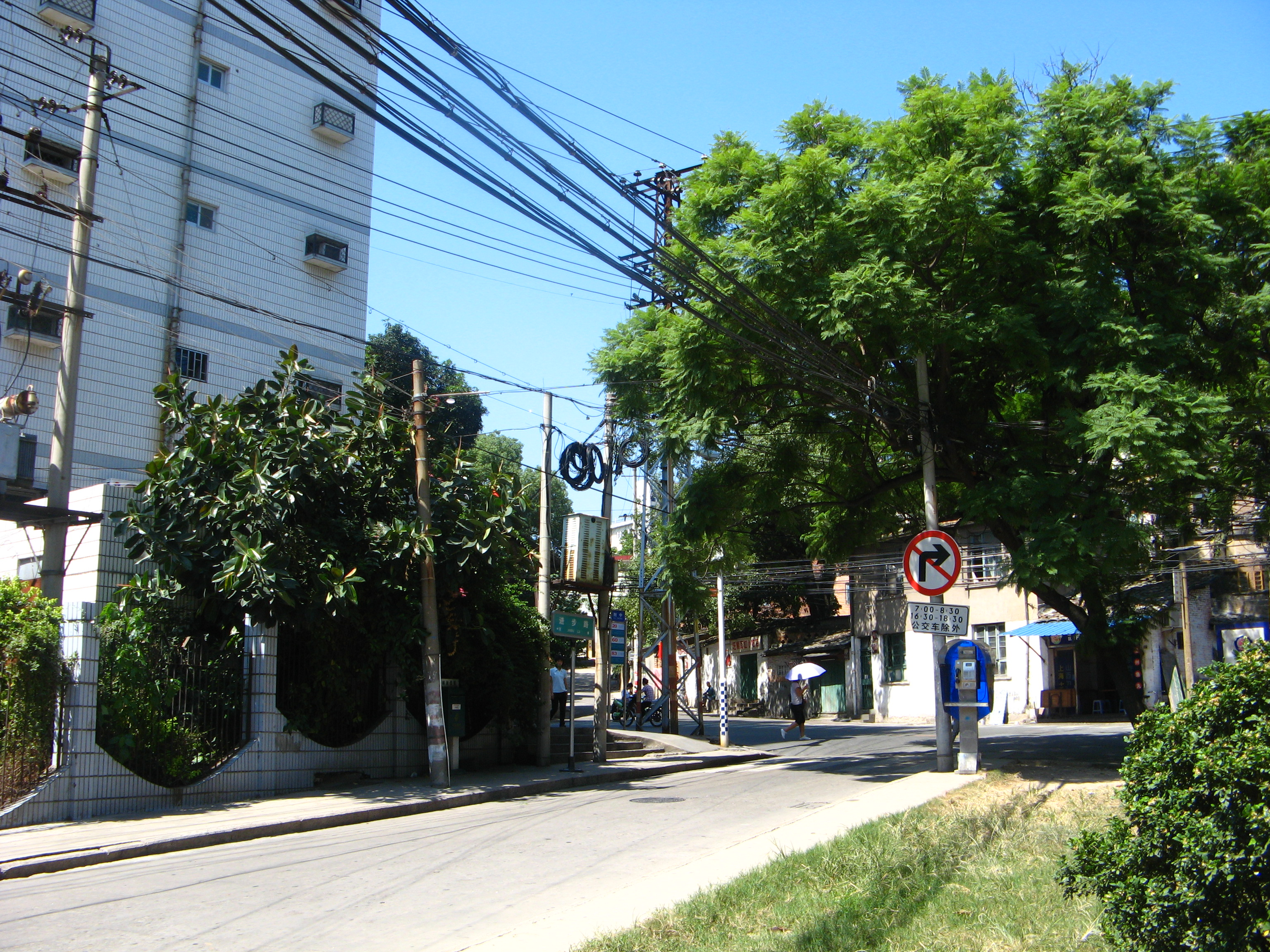
今日的洋墓亭旧址
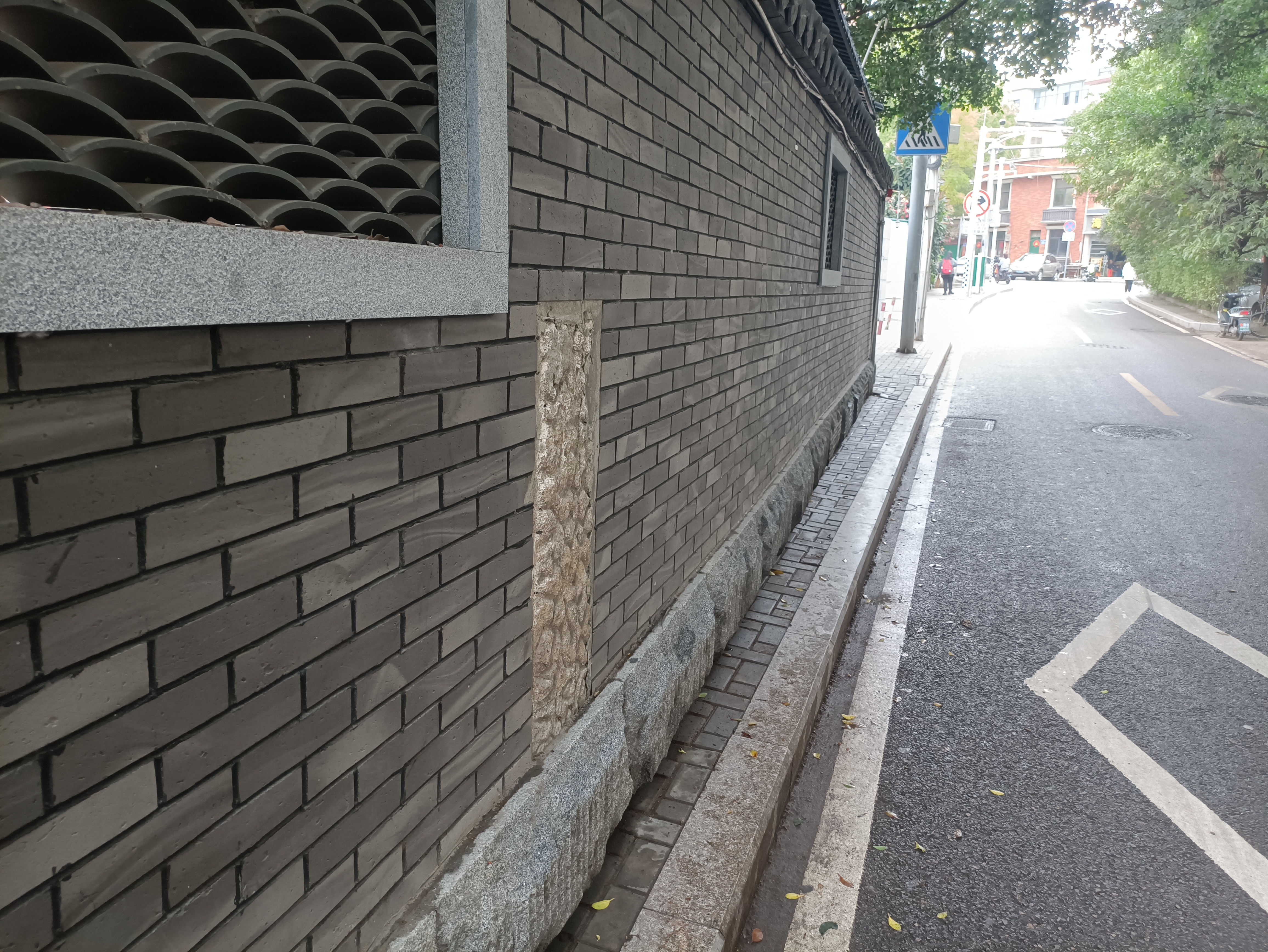
进步路上的洋墓亭遗迹
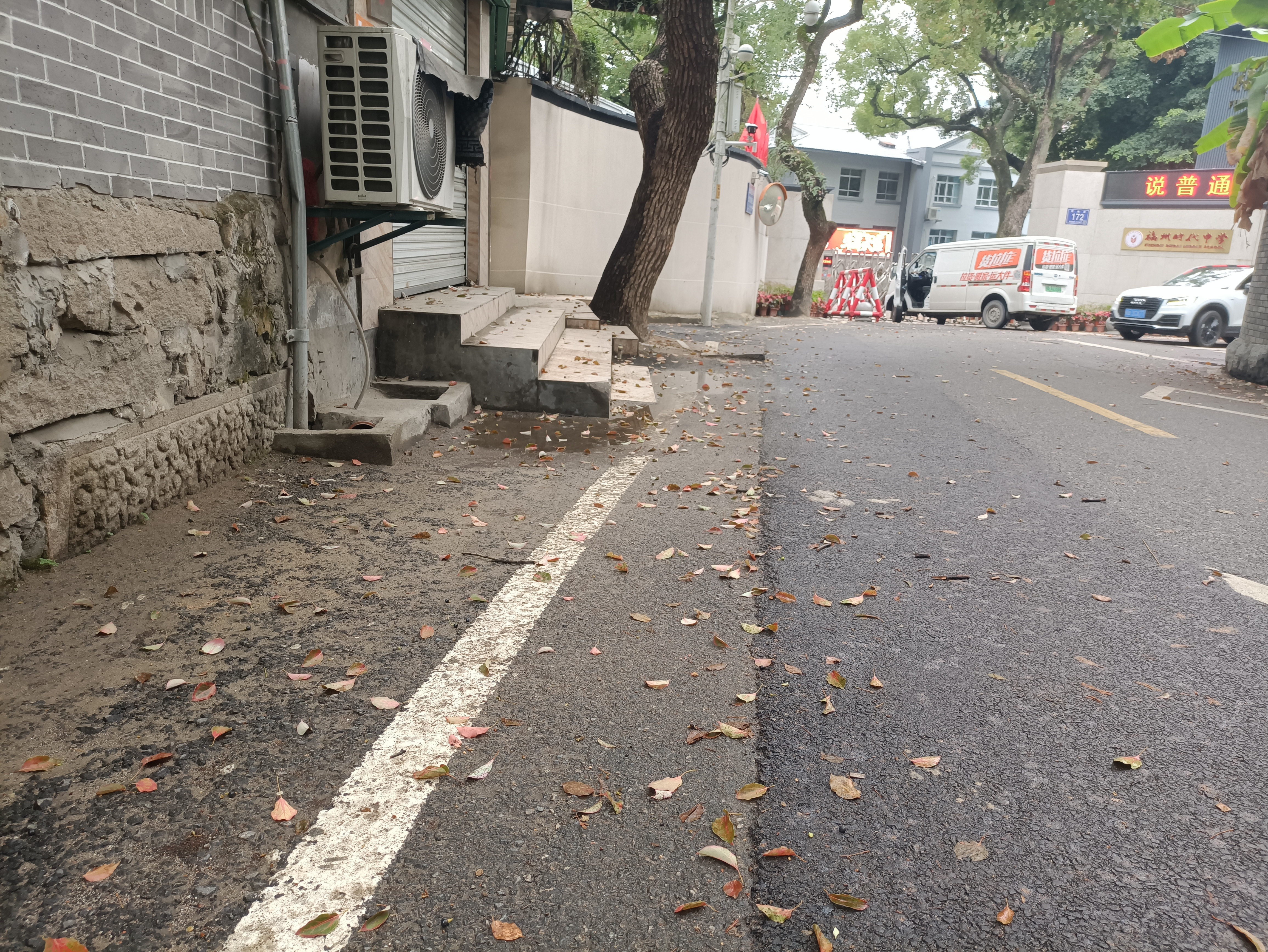
程埔路上的洋墓亭遗迹（图左墙角）